# James Irwin
James Benson Irwin (17/3/1930 – 8/8/1991) là một phi hành gia Mỹ. Ông là người Mỹ gốc Scotland và Ai-len. Ông đã làm phi công Lunar Module cho tàu Apollo 15, vụ đổ bộ thứ tư của con người ở Mặt Trăng; là người thứ 8 đi bộ trên Mặt Trăng.
Irwin sinh ra ở Pittsburgh, Pennsylvania. Ông đã tốt nghiệp cử nhân khoa học ngành khoa học hải quân tại Học viện Hải quân Hoa Kỳ năm 1951 và sau đó là thạc sĩ khoa học ngành công nghệ hàng không và công nghệ điều khiển tại Đại học Michigan vào năm 1957.
Ông đã được đào tạo huấn luyện bay tại Căn cứ không quân Hondo Air Base và Căn cứ không quân Reese, Texas. Ông đã tốt nghiệp tại Air Force Experimental Test Pilot School năm 1961 và Air Force Aerospace Research Pilot School năm 1963. 
|  |